# Tahiti (musikgrupp)
Tahiti (hangul: 타히티) är en sydkoreansk tjejgrupp bildad 2012 av Dreamstar Entertainment.
Gruppen består av de fem medlemmarna Miso, Minjae, Jerry, Jisoo och Ari.

## Medlemmar
| Artistnamn   | Artistnamn | Födelsenamn   | Födelsenamn | Födelsedatum     | Medlemstid |
| Romanisering | Hangul     | Romanisering  | Hangul      | Födelsedatum     | Medlemstid |
| Nuvarande    | Nuvarande  | Nuvarande     | Nuvarande   | Nuvarande        | Nuvarande  |
| ------------ | ---------- | ------------- | ----------- | ---------------- | ---------- |
| Miso         | 미소       | Park Mi-so    | 박미소      | 4 april 1991     | 2012-idag  |
| Minjae       | 민재       | Shin Min-jae  | 신민재      | 13 augusti 1991  | 2012-idag  |
| Jerry        | 제리       | Ahn So-hyun   | 안소현      | 27 augusti 1992  | 2014-idag  |
| Jisoo        | 지수       | Shin Ji-soo   | 신지수      | 28 februari 1994 | 2012-idag  |
| Ari          | 아리       | Kim Sun-young | 김선영      | 23 oktober 1994  | 2012-idag  |
| Tidigare     |            |               |             |                  |            |
| Jungbin      | 정빈       | Yoon Jung-bin | 윤정빈      | 2 april 1990     | 2012-2014  |
| EJ           | 이제이     | Heo Eun-jung  | 허은정      | 20 oktober 1990  | 2012       |
| Dasom        | 다솜       | Lee Da-som    | 이다솜      | 21 december 1992 | 2012       |
| Yeeun        | 예은       | Shin Ye-eun   | 신예은      | 25 december 1993 | 2012       |
| Jin          | 진         | Jo Jin-hee    | 조진희      | 9 oktober 1996   | 2012       |

## Diskografi

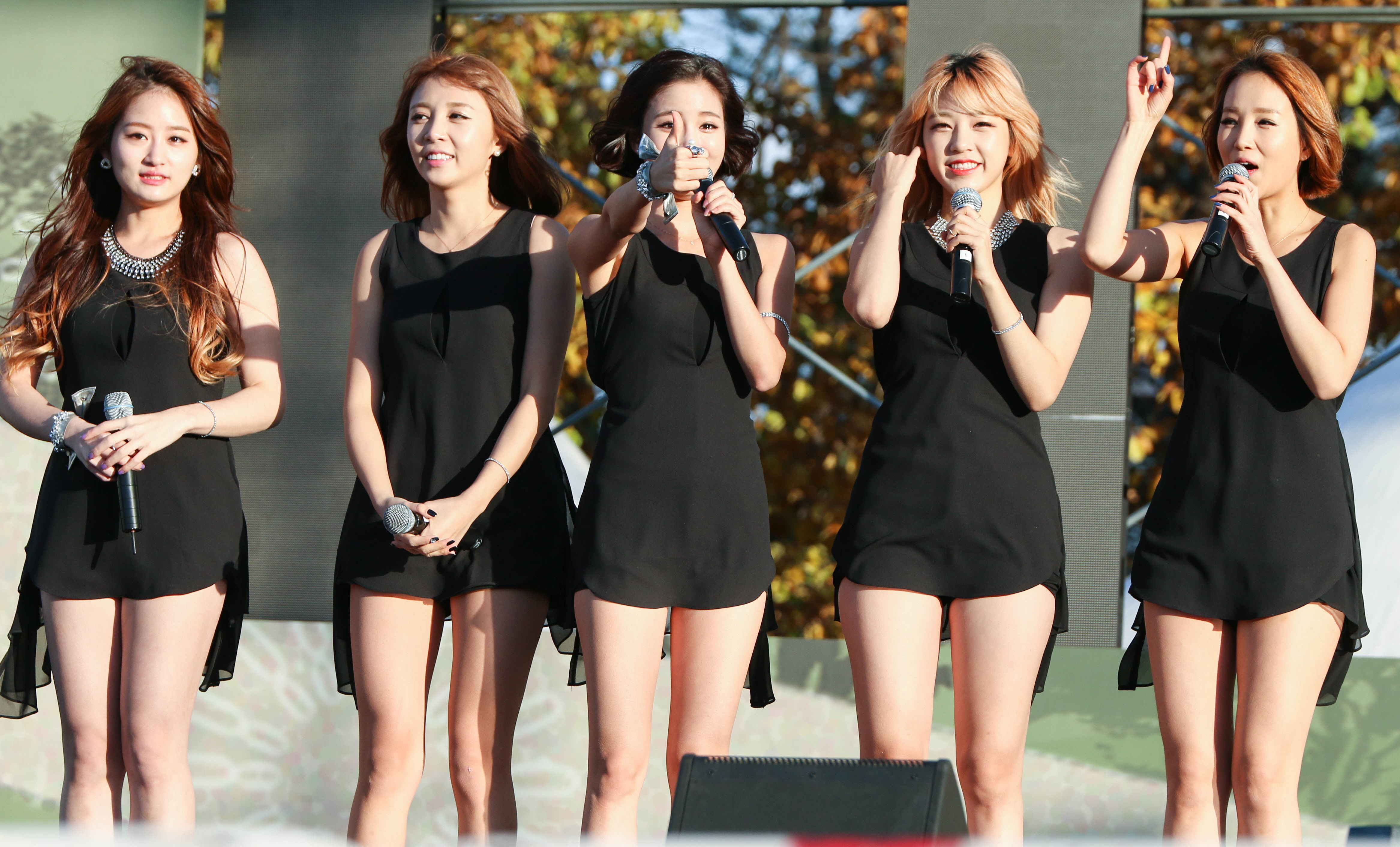
Tahiti år 2014

### Album
| Albuminformation                                          | Topplacering          |
| Albuminformation                                          | Sydkorea (Gaon Chart) |
| --------------------------------------------------------- | --------------------- |
| Five Beats of Hearts (EP-skiva) - Släppt: 25 juli 2013    | 10                    |
| Fall Into Temptation (EP-skiva) - Släppt: 13 januari 2015 | 9                     |

### Singlar
| År   | Titel               | Topplacering          |
| År   | Titel               | Sydkorea (Gaon Chart) |
| ---- | ------------------- | --------------------- |
| 2012 | "Tonight"           | 102                   |
| 2012 | "Hasta Luego"       | 198                   |
| 2013 | "Love Sick"         | 70                    |
| 2014 | "Oppa, You're Mine" | 110                   |
| 2015 | "Phone Number"      | —                     |
| 2015 | "Skip"              | 282                   |
| 2016 | "The Secret"        | 371                   |